# جونيوس إدغار ويست
جونيوس إدغار ويست (بالإنجليزية: Junius Edgar West) (و. 1866 – 1947 م) هو سياسي، ومحامي أمريكي، ولد في مقاطعة سوسيكس، كان عضوًا في الحزب الديمقراطي، توفي في ريتشموند، عن عمر يناهز 81 عاماً.

## مناصب
تولى منصب عضو مجلس ولاية فرجينيا
.

## التعليم
تعلم في جامعة ولاية كارولينا الشمالية في تشابل هيل، وتعلم في جامعة فيرجينيا مدرسة القانون، وتعلم في كلية واشنطن ولي للحقوق ‏
.